# 埃尔贝
埃尔贝（義大利語：Erbé），是意大利威尼托大区维罗纳省的一个市镇。总面积15.94平方公里，人口1779人，人口密度111.6人/平方公里（2009年）。国家统计（ISTAT）代码为023032。